# IHF-Pokal der Frauen 1981/82
Der IHF-Pokal 1981/82 war die 1. Austragung des von der Internationalen Handballföderation eingeführten Wettbewerbs. An diesem nahmen elf Handball-Vereinsmannschaften teil, die sich in der vorangegangenen Saison in ihren Heimatländern für den Europapokal qualifiziert hatten. Die jugoslawische Mannschaft von RK Trešnjevka Zagreb setzte sich im Finale gegen Egle Vilnius durch und trug sich als erste in die Siegerliste ein.

## Vorrunde
|                       | Gesamt |                      | Hinspiel | Rückspiel |
| --------------------- | ------ | -------------------- | -------- | --------- |
| Initia HC Hasselt     | 22:44  | TSV GutsMuths Berlin | 14:19    | 08:25     |
| Racing Club de France | 32:34  | Göteborgs Kvinnliga  | 15:16    | 17:18     |
| Mora Swift Roermond   | 35:33  | Sverresborg IF       | 18:14    | 17:19     |

Durch ein Freilos zogen der TSC Berlin, Eglė Vilnius, CS Știința Bacău, Bakony Vegyész und RK Trešnjevka Zagreb direkt in das Viertelfinale ein.

## Viertelfinale
|                      | Gesamt |                      | Hinspiel | Rückspiel |
| -------------------- | ------ | -------------------- | -------- | --------- |
| TSV GutsMuths Berlin | 27:34  | TSC Berlin           | 13:14    | 14:20     |
| Eglė Vilnius         | 46:42  | CS Știința Bacău     | 26:19    | 20:23     |
| Kvinnliga IK Sport   | 28:31  | Mora Swift Roermond  | 18:19    | 10:12     |
| Bakony Vegyész       | 40:44  | RK Trešnjevka Zagreb | 22:19    | 18:25     |

## Halbfinale
|                     | Gesamt |                      | Hinspiel | Rückspiel |
| ------------------- | ------ | -------------------- | -------- | --------- |
| TSC Berlin          | 33:38  | RK Trešnjevka Zagreb | 20:18    | 13:20     |
| Mora Swift Roermond | 38:50  | Eglė Vilnius         | 18:23    | 20:27     |

## Finale
Das Hinspiel fand am 2. Mai 1982 in der Zagreber Dom športova und das Rückspiel am 7. Mai 1982 in Vilnius statt.
|                      | Gesamt |              | Hinspiel | Rückspiel |
| -------------------- | ------ | ------------ | -------- | --------- |
| RK Trešnjevka Zagreb | 47:46  | Eglė Vilnius | 30:27    | 17:19     |